# 9165 Raup
A 9165 Raup (ideiglenes jelöléssel 1987 SJ3) egy kisbolygó a Naprendszerben. Carolyn Shoemaker és Eugene Merle Shoemaker fedezte fel 1987. szeptember 27-én.